# Млад мъж с ябълка
„Млад мъж с ябълка“ е картина на известния италиански художник от епохата на Ренесанса, Рафаело. Изложена е в галерия Уфици във Флоренция.
Рисувана е по време на неговия флорентински период и често се смята, че е портрет на Франческо Мария I Дела Ровере.